# Walzzeichen

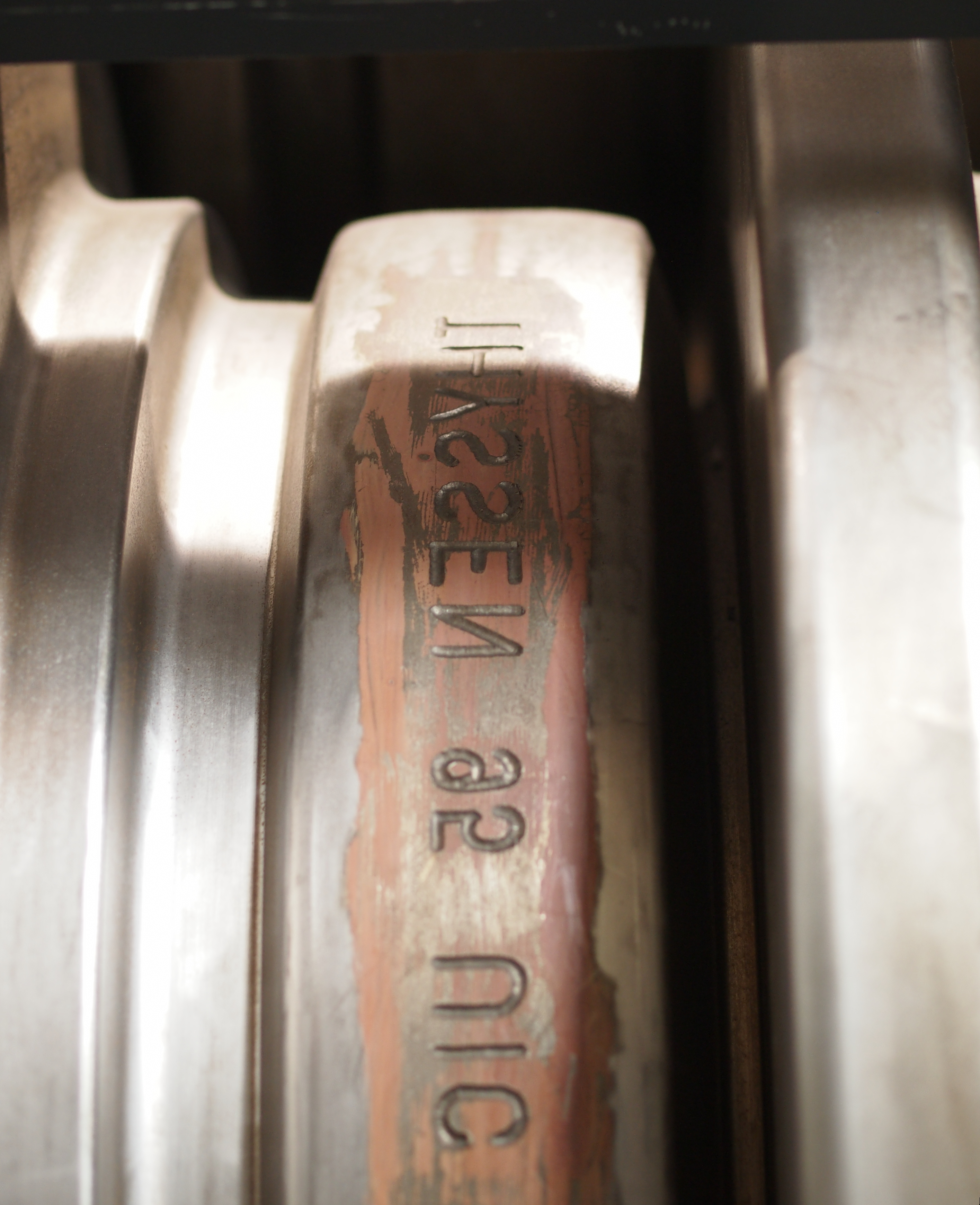
Detail eines Walzgerüstes für Eisenbahnschienen im LVR-Museum Zinkfabrik Altenberg in Oberhausen, Walze mit eingefrästem Walzzeichen THYSSEN 95 UIC 60 aus dem Hüttenwerk Duisburg-Hamborn

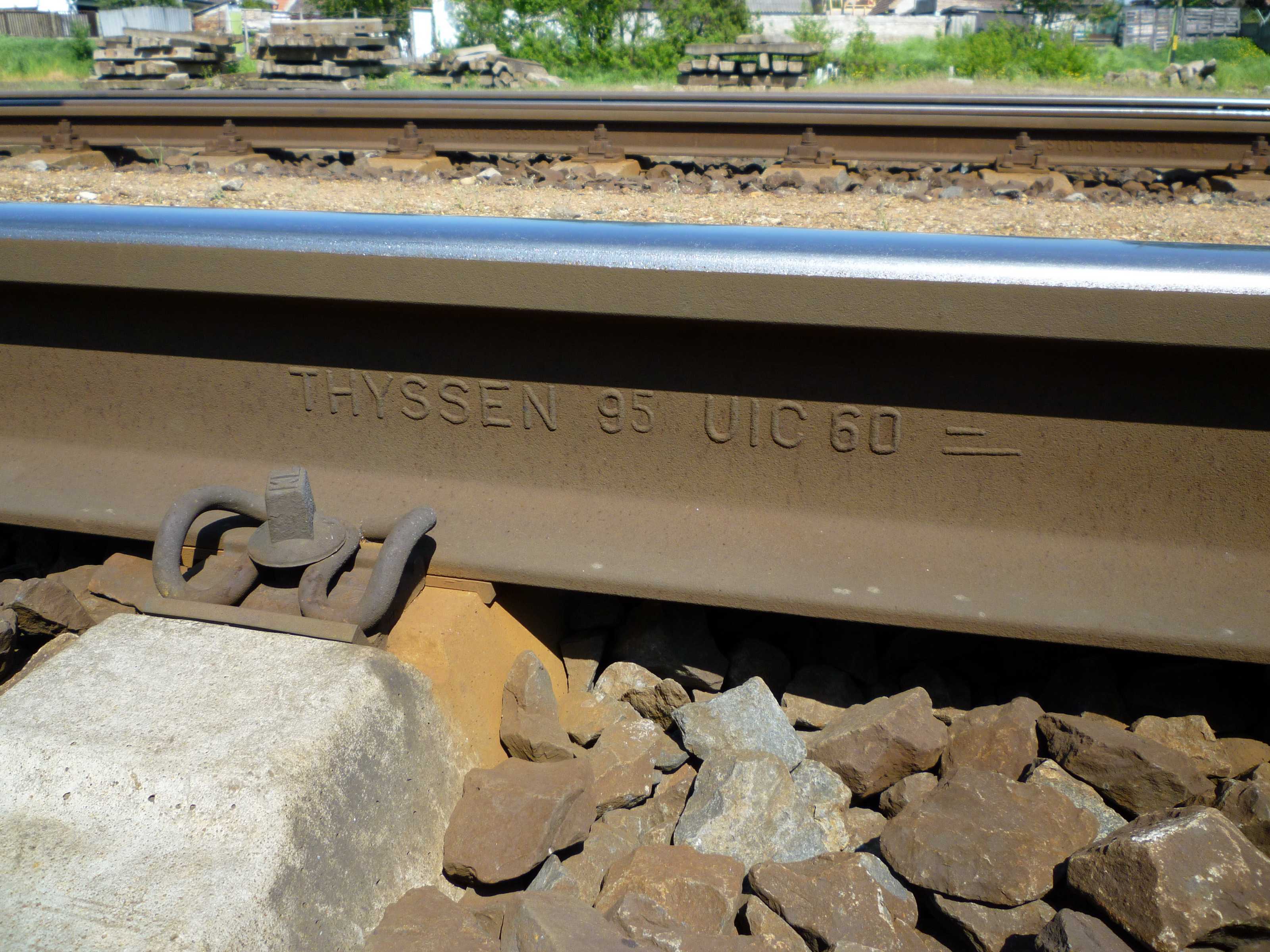
Schiene, die mit obigem Walzgerüst gewalzt worden sein könnte

Mit Walzzeichen bezeichnet man die Kennzeichnung eines aus Metall gewalzten Trägers oder einer Schiene.
Die Kennzeichnung wird als Negativform in das Fertigkaliber der Walze graviert und ergibt auf dem Produkt eine erhabene Schrift oder erhabene Zeichen, deren Art und Größe z. B. für Vignolschienen in der europäischen Norm EN 13674-1 festgelegt ist. Aus dem üblichen Umfang der Walzen ergibt sich ein Abstand der Walzzeichen bei Trägern und Schienen von rd. 2–3 m zueinander.
Ein Walzzeichen kann enthalten:
- das Logo des Herstellers
- den Namen des Herstellers
- den Herstellungsort
- das Produktionsjahr (auch Produktionsmonat, evtl. kodiert)
- ein Kennzeichen für die Produktqualität
- ein Kennzeichen für das Herstellungsverfahren des verwendeten Stahls:
  - T = Thomas-Stahl
  - B = Bessemer-Stahl
  - (S)M = (Siemens-)Martin-Stahl

## Baustahl
Auch Bewehrungsstahl für Stahlbeton wird über Walzzeichen gekennzeichnet, dort wird innerhalb der Riffelung eine Art „Bitmuster“ untergebracht.

## Walzzeichen für Stahlgüte von Eisenbahnschienen

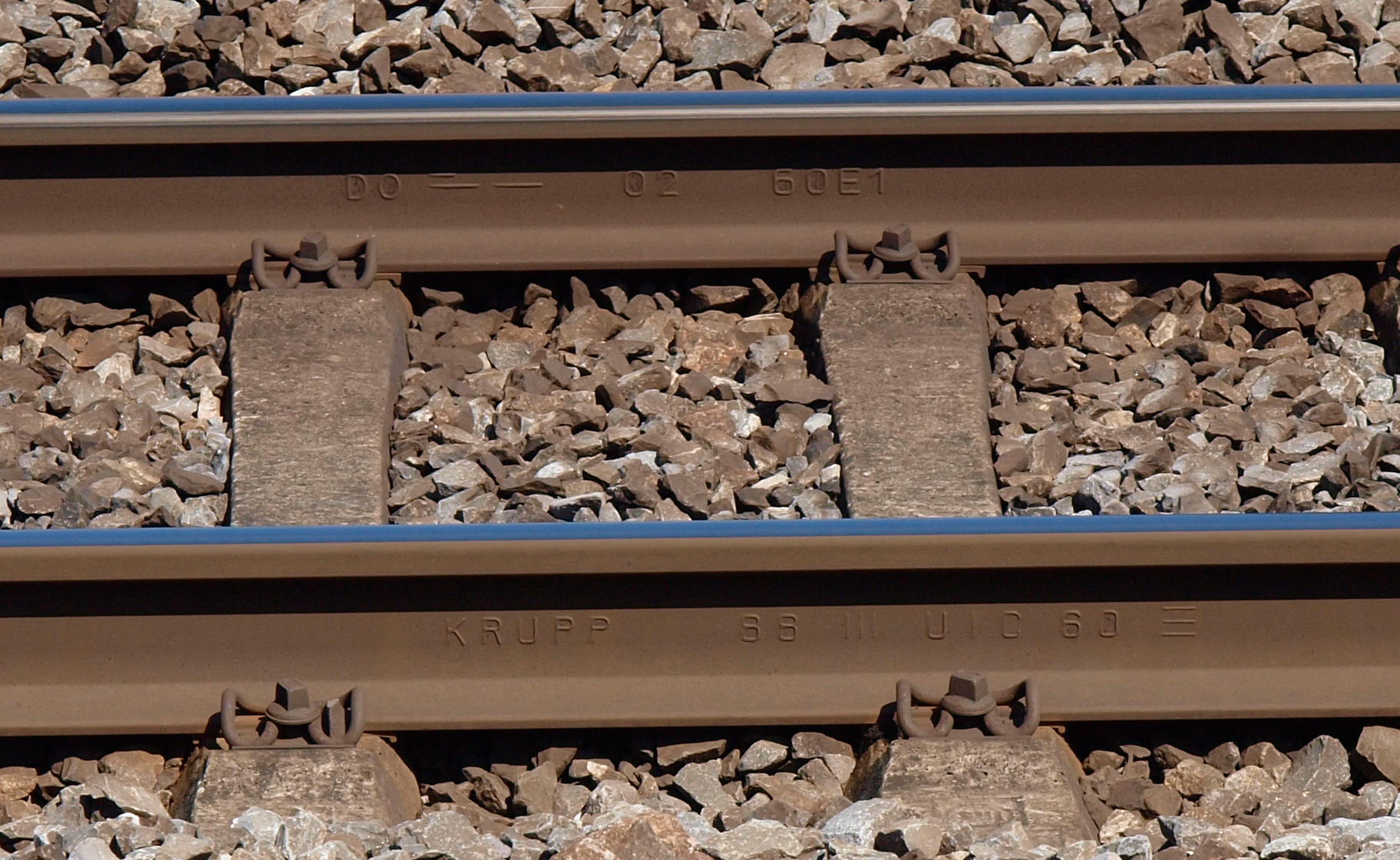
Schienenpaar mit unterschiedlichen Walzzeichen. Vorne alte Reihenfolge; Hersteller (Krupp), Jahr und Monat (03.1988), Profil (UIC 60), Stahlgüte (R320Cr); hinten neue Reihenfolge nach EN 13674-1: Hersteller (voestalpine Schienen Donawitz), Stahlgüte (R350HT), Jahr (2002), Profil (EN 60 E1)

Die Kennzeichnung der Stahlgüte besteht heute aus einem vereinheitlichten Walzzeichen aus kurzen und langen Strichen. Für die Schienensorten, die ab Werk wärmebehandelt sind, wird dieses mit einem zweiten Walzzeichen ergänzt (das rechts von dem für die Stahlgüte angebracht wird).
Die dafür gültige Norm EN 13674-1 ist seit Februar 2009 für symmetrische Vignolschienen ab 46 kg/m verpflichtend. Viele Hersteller haben sie aber schon davor angewandt.
Darin ist auch die neue Reihenfolge aller Walzzeichen geregelt, von links nach rechts:
1. Hersteller
2. Stahlgüte
3. Herstellerjahr (ohne Monat!)
4. EN-Profilbezeichnung.

Sie löst die alte Reihenfolge ab, diese war:
1. Hersteller
2. Herstellerjahr und -monat
3. UIC-Profilbezeichnung (oder andere, z. B. SBB-Profile)
4. Stahlgüte.

| Beschreibung bzw. Handelsname | Stahlgüte gem. EN 13674-1 | Walzzeichen                                                                              | Bild |
| ----------------------------- | ------------------------- | ---------------------------------------------------------------------------------------- | ---- |
| verschleißfeste Qualität 700  | R200                      | (kein Symbol)                                                                            |      |
| verschleißfeste Qualität 900A | R260                      | ein kurzer Strich über einem langen                                                      |      |
| verschleißfeste Sondergüte    | R320Cr                    | drei lange Striche untereinander                                                         |      |
| feinperlitische Qualität      | R350HT                    | ein kurzer Strich über einem langen + langer Strich für Wärmebehandlung (Heat Treatment) |      |
| feinperlitische Qualität      | R350LHT                   | je ein kurzer Strich über und unter einem langen + langer Strich für Wärmebehandlung     |      |
| feinperlitische Qualität      | R370CrHT                  | ein kurzer Strich über zwei langen + langer Strich für Wärmebehandlung                   |      |

## Herstellerzeichen-Übersicht bei Schienen
| Walzzeichen                               | Hersteller | Land | Aufnahme der Schienenproduktion (neues Walzzeichen) | Einstellung der Schienenproduktion / Umstellung auf neues Walzzeichen | Bild                 |
| ----------------------------------------- | --- | ---- | --------------------------------------------------- | --- | -------------------- |
| A                                         | Azowstal, Mariupol, Ukraine                                                                                                 | UA   | 1948                                                | |                      |
| AB                                        | ? | ?    |                                                     | |                      |
| AHV, A.H.A.V.                             | Aachener Hütten-Aktien-Verein Rothe Erde, Aachen                                                                            | D    | 1846                                                | | ,                    |
| ATH, A. Th. H., THYSSEN, A. THYSSEN-HÜTTE | August Thyssen-Hütte in Bruckhausen                                                                                         | D    | April 1894                                          | produziert heute als TSTG (Stand 2010) |                      |
| BANKOWA                                   | Huta Bankowa, Dąbrowa Górnicza, Polen                                                                                       | PL   |                                                     | | BANKOWA 1950         |
| BARROW STEEL                              | ?, Barrow-in-Furness, England                                                                                               | GB   |                                                     | |                      |
| BELVAL                                    | Vereinigte Hüttenwerke Burbach-Eich-Düdelingen, Werk Arbed in Luxemburg, Esch-sur-Alzette                                   | L    |                                                     | |                      |
| BETH STEELTON                             | Bethlehem Steel, USA, Werk Steelton                                                                                         | USA  |                                                     | seit 2003 ArcelorMittal, eine von zwei Schienenproduktionsstätten in den USA |                      |
| BLAENAVON STEEL                           | ?, Blaenavon, Wales | GB   |                                                     | |                      |
| BRITISH STEEL                             | British Steel, England | GB   |                                                     | |                      |
| BREDA                                     | Breda, Sesto San Giovanni, Italien                                                                                          | I    |                                                     | |                      |
| BURBACH                                   | Vereinigte Hüttenwerke Burbach-Eich-Düdelingen, Saarbrücken (frz. ARBED – Aciéries Réunies de Burbach-Eich-Dudelange) ARBED | D    | 1858                                                | |                      |
| BV&Co                                     | Bolckow Vaughan & Co, Middlesbrough                                                                                         | GB   |                                                     | 1929 | [ 10 ]               |
| BVG B.V.G.                                | Bochumer Verein für Gussstahlfabrikation                                                                                    | D    | 1865                                                | 1970 | Markenzeichen        |
| B W St Bochum                             | Bismarck-Hütte, Abteilung Bochum, Bochum (die ehemaligen Westfälischen Stahlwerke)                                          | D    |                                                     | |                      |
| C.A. u. Co.                               | Carl Asbeck, Hagen | D    |                                                     | |                      |
| COCKERILL                                 | Cockerill-Sambre, Lüttich                                                                                                   | B    | 1835                                                | |                      |
| CORUS HY                                  | Corus, Werk Hayingen | F    | 1877                                                | |                      |
| DH DILLINGEN                              | AG der Dillinger Hüttenwerke, Dillingen/Saar                                                                                | D    | 1858                                                | | [ 15 ]               |
| Differdingen                              | Deutsch-Luxemburgische Bergwerks- und Hütten-AG, Abteilung Differdingen, Differdingen                                       | L    |                                                     | |                      |
| DGY DIÓSGYŐR                              | Walzwerk in Diósgyőr (Miskolc)                                                                                              | H    | 1870/1871                                           | 1999 |                      |
| DK                                        | Gewerkschaft Deutscher Kaiser (August Thyssen-Hütte), Duisburg-Hamborn                                                      | D    |                                                     | |                      |
| DOMNARVET                                 | Domnarvets Jernverk | S    |                                                     | 1989 |                      |
| DO DWZ DONAWITZ                           | Donawitz Voestalpine Österreich                                                                                             | A    | 1899                                                | Einziges Schienenwalzwerk in Österreich (Stand 2010) |                      |
| D L. & Co. Ld. Mbro.                      | Dorman Long and Company Limited, Middlesbrough Großbritannien                                                               | GB   |                                                     | |                      |
| DOWLAIS STEEL                             | GKN | GB   |                                                     | |                      |
| DÜDELINGEN                                | Eisenhütten-AG Düdelingen, Düdelingen                                                                                       | L    |                                                     | |                      |
| E.H.&S.                                   | Eberhard Hoesch & Söhne, Lendersdorf/Eschweiler                                                                             | D    | 1838                                                | | [ 22 ]               |
| EISENWERK KRAEMER                         | Eisenwerk Kraemer, St. Ingbert                                                                                              | D    |                                                     | |                      |
| ENSIDESA                                  | Aceralia | E    |                                                     | |                      |
| E. V. STEEL                               | Ebbw Vale Steelworks? (Unbestätigt)                                                                                         | GB   |                                                     | |                      |
| FH                                        | Friedenshütte, Schlesische Berg- und Hüttenwerke, Kattowitz                                                                 | PL   |                                                     | | in Rijeka (Kroatien) |
| GBA-AEH                                   | Gelsenkirchener Bergwerks-AG, Abteilung Adolf-Emil Hütte, Esch-sur-Alzette                                                  | L    |                                                     | |                      |
| GHH GH Hütte                              | Gutehoffnungshütte, Oberhausen                                                                                              | D    | 1843                                                | |                      |
| GMH                                       | Georgsmarienhütte | D    | Ende 1920er                                         | 1984 |                      |
| GMW                                       | Georgs-Marien-Werke, Georgsmarienhütte (Bezeichnung im Klöckner-Konzern-siehe GMH)                                          | D    |                                                     | |                      |
| GRAZ                                      | Schienenwalzwerk der Südbahngesellschaft, Graz                                                                              | A    |                                                     | |                      |
| H. K.                                     | Huta Kościuszko | PL   |                                                     | |                      |
| H.WENDEL de Wendel                        | Le petite Fils de Fois de Wendel & Co, Hayingen                                                                             | F    |                                                     | heute Werk Hayingen von Corus, s. u. |                      |
| HAYINGEN                                  | Corus, Hayingen | F    |                                                     | |                      |
| HB & HV                                   | Hörder Bergwerks- und Hütten-Verein                                                                                         | D    | 1843                                                | 1906 aber 1913 noch HB & HV –→ |                      |
| HENRICHSHÜTTE                             | Henrichshütte, Hattingen | D    | 1854                                                | 1873 ende der Schienenproduktion | [ 31 ]               |
| HERNAD                                    | ?, Krompachy, Slowakei | SK   |                                                     | | [ 32 ]               |
| HV                                        | Phoenix AG für Bergbau und Hüttenbetrieb, Abteilung Hörder Verein, Hörde (ehemals Hörder Bergwerks- und Hütten-Verein)      | D    | 1906                                                | |                      |
| HO                                        | Hüttenwerke Oberhausen AG (HOAG) (1953–1968 Nachfolgefirma der GHH)                                                         | D    |                                                     | |                      |
| HOESCH                                    | Hoesch AG | D    |                                                     | |                      |
| HP                                        | Huta Pokoj | PL   |                                                     | |                      |
| HÜTTE FRIEDE                              | Loth. Hüttenverein Aumetz-Friede, Kneuthingen-Hütte, Kneuthingen, Lothringen                                                | F    |                                                     | | ,                    |
| HWR                                       | Hütten- und Bergwerke Rheinhausen                                                                                           | D    |                                                     | 1982 |                      |
| HY                                        | Walzwerk Hayingen | F    |                                                     | heute als CORUS HY (Stand 2010) |                      |
| I.H. & H.                                 | Hüttengewerkschaft Jacobi, Haniel & Huyssen (JHH)                                                                           | D    |                                                     | |                      |
| K                                         | Kuznetsk Metallurgical Combine, Novokuznetsk, Russland                                                                      | RUS  | 1932                                                | |                      |
| K                                         | Kardemir Iron Steel Industry and Trade Co. Inc., Karabük                                                                    | TR   |                                                     | |                      |
| [K]                                       | Huta Katowice, Dąbrowa Górnicza, Polen                                                                                      | PL   |                                                     | |                      |
| KLÖCKNER                                  | Klöckner-Werke | D    |                                                     | |                      |
| K.M.H.                                    | Königin-Marien-Hütte, Cainsdorf bei Zwickau                                                                                 | D    |                                                     | |                      |
| К.З. КН. БѢЛОСЄЛЬСКАГО                    | Staatlich Werk Prince Beloselsky, Ust-Kataw, Russland                                                                       | RUS  | 1879                                                | 1908 |                      |
| KR                                        | ? |      |                                                     | |                      |
| KRUPP                                     | Krupp | D    | 1864                                                | |                      |
| Königshütte Huta Krol KH                  | Vereinigte Königs- und Laurawerke, Hütten- und Bergwerke, Königshütte (Oberschlesien) Kattowitz                             | PL   |                                                     | |                      |
| LORAIN STEEL CO                           | Lorain Steel Co, Lorain, Ohio                                                                                               | USA  | 1895                                                | |                      |
| LORRAINE–ESCAUT                           | Lorraine–Escaut: Fusion aus mehreren lothringischen (F) Stahlwerken 1953, von Usinor 1967 übernommen.                       | F    |                                                     | Gesehen vom Bahnsteig in Orange (F) |                      |
| LUCCHINI PI                               | LUCCHINI S.p.A., Piombino, Italien (siehe PIOMBINO)                                                                         | I    |                                                     | |                      |
| L* (im Kreis)                             | Inexa Profiles, Luleå, Schweden; (L mit Stern in einem Kreis)                                                               | S    |                                                     | Gesehen in Lübeck-Herrenwyk, das Walzwerk in Luleå ist 2001 in Konkurs gegangen. |                      |
| MH                                        | Maxhütte, Sulzbach-Rosenberg                                                                                                | D    | 1893                                                | 2002 |                      |
| MHU MHUT                                  | Maxhütte Unterwellenborn | D    |                                                     | |                      |
| MHZ KAW König Albert W. KMW               | Eisenwerk-Gesellschaft Maximilianshütte, Abt. König-Albert-Werk, Zwickau/Lichtentanne                                       | D    |                                                     | 1944 |                      |
| Micheville                                | Walzwerk in Micheville (heute Villerupt, F), in Usinor aufgegangen                                                          | F    |                                                     | |                      |
| MOSS BAY                                  | Moss Bay Haematite Iron Co.                                                                                                 | GB   | 1877                                                | |                      |
| NEUBERG                                   | Stahlwerk Neuberg an der Mürz                                                                                               | A    |                                                     | |                      |
| NEU SCHOTTLAND                            | Berg- und Hütten-Aktien-Verein Neu-Schottland, Essen-Horst                                                                  | D    | 1856/57                                             | |                      |
| НОВ РОС ОБЩ                               | Novorussian Gesellschaft für Kohle, Eisen und Schienen Produktion                                                           |      | 1872                                                | |                      |
| OSNABRUECK                                | Stahlwerk Osnabrück der Georgsmarienhütte, Osnabrück                                                                        | D    | ca. 1871                                            | Ende 1920er |                      |
| OUGRÉE                                    | Ougrée-Marihaye | B    |                                                     | |                      |
| OZD ОЗД                                   | ÓAM Kft., Ózd, Ungarn | H    |                                                     | |                      |
| PEIG KLADNO                               | Prager Eisenindustrie-Gesellschaft – Poldi Hütte, Kladno, Tschechien                                                        | CZ   |                                                     | |                      |
| PHÖNIX                                    | Phoenix AG für Bergbau und Hüttenbetrieb/Vereinigte Stahlwerke, Hütte Ruhrort-Meiderich                                     | D    |                                                     | |                      |
| PIOMBINO PI                               | LUCCHINI S.p.A., Piombino, Italien                                                                                          | I    | 1908/09                                             | Einziges Schienenwalzwerk in Italien (Stand 2010) |                      |
| PKP                                       | PKP = Polnische Eisenbahngesellschaft                                                                                       |      |                                                     | |                      |
| RH Abr WSt W St                           | Vereinigte Stahlwerke, Bochumer Verein, Abteilung Westfälische Stahlwerke, Bochum                                           | D    |                                                     | |                      |
| RMSM                                      | Rocky Mountain Steel Mills, Pueblo, Colorado                                                                                | USA  |                                                     | |                      |
| RODINGEN                                  | Walzwerk in Rodange (deutsch: Rodingen) in Luxemburg                                                                        | L    |                                                     | heute: ArcelorMittal Rodange et Schifflange |                      |
| ROECHLING                                 | Röchling’sche Eisen- und Stahlwerke in Völklingen                                                                           | D    |                                                     | |                      |
| Rombach RH                                | Rombacher Hüttenwerke, Rombach, Lothringen, nach 1921 Rombacher Hütte in Bochum                                             | F    |                                                     | 1926 |                      |
| R.S.W.                                    | Rheinische Stahlwerke, Duisburg-Meiderich                                                                                   | D    |                                                     | |                      |
| RESCHITZA RESICZA                         | Combinatul Siderurgic Reșița – CSR, Reșița, Rumänien                                                                        | RO   | 1851                                                | |                      |
| SENELLE                                   | Société Métallurgique de Senelle-Maubeuge                                                                                   | F    |                                                     | |                      |
| S.G.F.                                    | Sächsische Gußstahlwerke Döhlen AG, Freital                                                                                 | D    |                                                     | |                      |
| SJC                                       | Société anonyme John Cockerill                                                                                              | B    |                                                     | |                      |
| SPIGERV                                   | Christiania Spigerverk, Oslo                                                                                                | NO   |                                                     | |                      |
| ST I                                      | Gesellschaft für Stahlindustrie, Bochum                                                                                     | D    |                                                     | |                      |
| STARJÁN                                   | Salgótarjáni Acélárugyár Rt., Salgótarján, Ungarn                                                                           | H    |                                                     | | [ 52 ]               |
| STUMM GEBR. STUMM                         | Neunkircher Eisenwerk AG / Gebrüder Stumm, Neunkirchen (Saar)                                                               | D    | 1845                                                | |                      |
| TENNESSEE                                 | | USA  |                                                     | |                      |
| T                                         | Nizhniy Tagil metallurgical combine, Nischni Tagil, Russland                                                                | RUS  |                                                     | |                      |
| TSTG TSTD                                 | TSTG Schienen Technik GmbH & Co. KG, Bruckhausen (ehemals Thyssen Schienen Technik GmbH, vormals August Thyssen-Hütte)      | D    | 1894                                                | Einziges Schienenwalzwerk in Deutschland, Schließung für Ende 2012 geplant; tatsächlich Ende 2013 vollzogen. Walzung der letzten deutschen Schiene am 13. November 2013. Die „letzte Schiene Deutschlands“ ist im Bahnhof Sinsheim-Steinsfurt (linke Fahrspur Gleis 2) verlegt. |                      |
| TESCHEN                                   | Prager Eisenindustrie-Gesellschaft Teschen, Tschechien                                                                      | CZ   |                                                     | |                      |
| TZ Tryzynietz Trzyniec                    | TŘINECKÉ ŽELEZÁRNY, Třinec, Tschechien                                                                                      | CZ   | 1878                                                | |                      |
| UNION D                                   | Dortmunder Union | D    |                                                     | |                      |
| VILRU                                     | Société Anonyme Métallurgique d´Aubrives et Villerupt                                                                       | F    |                                                     | 1968 |                      |
| VOELKLINGEN                               | Röchling’sche Eisen- und Stahlwerke (Völklinger Hütte) in Völklingen                                                        | D    |                                                     | |                      |
| WIT                                       | Witkowitzer Bergbau- und Eisenhütten-Gewerkschaft, Vítkovice (Ostrava)                                                      | CZ   |                                                     | |                      |
| ZELTWEG                                   | Donnersmarck’sches Eisenwerk „Hugohütte“, Zeltweg                                                                           | A    | 1856/7                                              | 1900 |                      |
| ZENICA                                    | Walzwerk in Zenica in Bosnien-Herzegowina, seit 2004 Mittal Steel Company                                                   | BiH  |                                                     | |                      |